# Station Borne Sulinowo
Station Borne Sulinowo was een spoorwegstation in de Poolse plaats Borne Sulinowo.